# Motandra lujaei
Motandra lujaei là một loài thực vật có hoa trong họ La bố ma. Loài này được De Wild. & T.Durand mô tả khoa học đầu tiên năm 1901.